# Luis Alberto Salazar-Simpson
Luis Alberto Salazar-Simpson Bos (Madrid, 10 de septiembre de 1940) es un empresario y abogado español.

## Biografía
Se licenció en derecho por la Universidad autónoma de Madrid, y posteriormente amplió sus estudios en la Universidad de Cambridge.
Amigo personal de Adolfo Suárez, durante el proceso de la Transición ocupó destacados cargos. Fue gobernador civil de Vizcaya, y más tarde director de la Seguridad del Estado. Los años que estuvo al frente de la Dirección General de la Seguridad del Estado coincidieron con los llamados «años de plomo» de terrorismo de ETA y el recrudecimiento de sus atentados, que marcaron un punto álgido en su actividad armada con casi doscientos muertos en atentados. 
Posteriormente, se alejó de la política y se centró más en el mundo de los negocios. Ya en 1977 había formado parte de la nueva Confederación General Española de Empresarios (CGEE). Desde entonces ha desempeñado numerosos cargos como representante del empresariado español. En la actualidad es presidente de France Telecom España, así como consejero del Grupo Banco Santander. También es miembro del Círculo de Empresarios y de la Confederación Empresarial de Madrid (CIEM).

## Familia
Salazar-Simpson es cuñado del político conservador y exbanquero Rodrigo Rato.